# 5-АК
5-АК «Призма» — советская телефонно-телеграфная, приемно-передающая, симплексная радиостанция, предназначенная для работы в дивизионных сетях пехоты и кавалерии, полковых сетях артиллерии и сетях взаимодействия. Выпускалась в вариантах 5-АК-1 и 5-АК-1М, работала на ходу и на месте.

## Описание
Радиостанция 5-АК обслуживалась командой от 3 до 5 человек. Состояла из передатчика 20-КВ-1 и приёмника 5-РКУ, источников питания, антенного устройства, запасного и вспомогательного имущества. Транспортировалась в одном автомобиле или 5 ящиках.

### Физические характеристики
- Приёмопередатчик[2]:
  - Размер: 525x340x260 мм
  - Масса: 20 кг
- Умформер и сухие анодные батареи[2]:
  - Размер: 480x355x220 мм
  - Масса: 22 кг
- Масса других элементов[2]:
  - Аккумуляторных батарей (2 шт.): 52 кг
  - Выносной мачты: 11,75 кг
  - Упаковки такелажа и ЗИП: 14,75 кг
  - Палатки с принадлежностями: 9,1 кг
- Общая масса комплекта: 130,2 кг[1][2]

Питание осуществляется от двух последовательно соединённых батарей аккумуляторов 5НКН-45, от которых питается накал ламп радиостанции и умформер РУН-75. Анодная цепь приёмника питается от двух последовательно соединённых батарей БАС-80. Ёмкость одного комплекта аккумуляторов обеспечивает 2,5 ч работы на передачу без подзарядки и 100 ч на приём по накалу. Ёмкость анодных батарей обеспечивает работу приёмника по анодным цепям в течение 30 ч.

### Технические характеристики
Для работы на ходу используется Г-образная антенна, подвешиваемая на высоте 1 м над кузовом автомобиля или тачанки. Высота антенны на стоянке составляет до 4 м. Также прилагается выносная зонтичная антенна и антенна типа наклонного луча, которые работают с противовесом. В состав радиостанции мог также входить 5-ламповый коротковолновый приёмник 5РКУ с диапазоном частот от 2,5 до 5,25 МГц, прямого усиления с обратной связью по схеме 2-V-2 и модуляциями ТЛФ и ТЛГ.
- Диапазон частот: 3,25—4,75 МГц[4][1] (63,15 — 92,3 м)[2]
- Мощность: 5—10 Вт[4][1]
- Виды модуляции: ТЛФ (АМ)[3] и ТЛГ[1]
- Дальность связи на зонтичную антенну:
  - Телеграфной (ключом): 50 км[4][1][2]
  - Телефонной (микрофоном): 15—25 км[4][2]
- Дальность связи на автомобильную антенну:
  - Телефонной (микрофоном): 15 км[2]
  - Телеграфной (ключом): 30 км[2]

## Производство и применение
5-АК была разработана в 1929—1930 годах Центральной военно-индустриальной радиолабораторией (ЦВИРЛ) в Нижнем Новгороде и производилась Нижегородским радиотелефонным заводом. Будучи размером с сундук, станция 5-АК монтировалась в автомашине с кузовом, тачанке, двуколке, на вьюках или в ящиках. Так, на автомобиле ГАЗ-А она устанавливалась между передними и задними сиденьями (аккумуляторная батарея на левой подножке, спереди и сзади — стойки для подъёма и натяжения антенны). Устанавливалась и на другие штабные легковые автомобили и на грузовики ГАЗ-32. В 5-й танковой дивизии числилось 23 радиостанции 5-АК, а благодаря радиусу действия до 50 км эта радиостанция обеспечивала радиосвязь в полосе фронта наступления дивизии. На вооружении с 1929 года.
С 1937 года выпускалась модель 5-АК-1 с подзарядкой батареи от автомобильного генератора, в 1939 году её установили в штабной автомобиль ГАЗ-А, который был подвешен на подвеске ДПТ-2 под фюзеляжем тяжёлых бомбардировщиков типа ТБ для посадочного десантирования. С 1939 года — модель 5-АК-1М, обладавшая расширенным диапазоном передатчика 3 — 4,875 МГц (61,5 — 100 м) и приёмника 2,5 — 5,25 МГц (57 — 120 м). Источник питания — аккумуляторы НКН-60. Ещё одна модернизация радиостанций 5-АК состоялась в 1943 году, что увеличило мощность передатчиков в два раза.